# هاراستی‌فالو
هاراستی‌فالو (به مجاری:  Harasztifalu) یک شهرداری در مجارستان است که در واش واقع شده‌است. هاراستی‌فالو ۷٫۸۹ کیلومتر مربع مساحت و ۱۸۶ نفر جمعیت دارد.